# Gongrocnemis paraguayana
Gongrocnemis paraguayana är en insektsart som beskrevs av Max Beier 1954. Gongrocnemis paraguayana ingår i släktet Gongrocnemis och familjen vårtbitare. Inga underarter finns listade i Catalogue of Life.